# Reine Marcia
La reine Marcia (IVe siècle av. J.-C.), née Marcia Proba est une reine légendaire et régente des Britanniques, citée par Geoffrey de Monmouth dans L'Historia regum Britanniae.

## Mythologie
Marcia Proba est une femme noble et connaissant tous les arts. Elle devient reine consort après son mariage avec Guithelin (gallois : Kyhylyn). Elle règne en tant que régente après la mort du roi.
Elle gouverne la Grande-Bretagne pendant cinq ans, pour son fils Sisillius II qui n'a que sept ans à l'époque. Sisillius II devient roi vers 358 avant J.-C. à la mort de la reine Marcia.
Geoffrey de Monmouth dans L'Histoire des rois de Bretagne, dit que la reine Marcia est une érudite qui a codifié les lois marciennes, la Lex Martiana. Le roi Alfred le Grand devait plus tard traduire le code en vieil anglais comme base des lois merciennes, les croyant avoir été nommées d'après le royaume saxon beaucoup plus tardif de Mercie.

## Postérité
Marcia Proba est citée dans l’œuvre The Dinner Party de Judy Chicago.

## Source
- (en) Peter Bartrum, A Welsh classical dictionary: people in history and legend up to about A.D. 1000, Aberystwyth, National Library of Wales, 1993, p. 518  MARCIA. (Fictitious law-maker).